# 聖馬丁將軍鎮-坎波阿富埃拉
聖馬丁將軍鎮-坎波阿富埃拉（西班牙語：General San Martín-Campo Afuera），是阿根廷的市區，由聖馬丁將軍鎮和坎波阿富埃拉組成，2001年人口18,205，該地區在1977年考塞特地震中受到嚴重破壞。